# Kościół Najświętszej Maryi Panny Nieustającej Pomocy w Lalikach
Kościół Najświętszej Maryi Panny Nieustającej Pomocy w Lalikach – drewniany kościół filialny parafii Zesłania Ducha Świętego w Lalikach w przysiółku Pochodzita, na wysokim wzniesieniu. Wybudowany w 1947, rozbudowany w 1965. 
Kościół znajduje się na Szlaku Architektury Drewnianej województwa śląskiego w pętli beskidzkiej.
Do 1948 obszar obecnej wsi Laliki był częścią miejscowości Szare i znany był jako Szare Gronie. Około 1890 w jej przysiółku zwanym Pochodzita, w miejscu obecnego kościoła wzniesiono pierwszą drewnianą kaplicę z dzwonnicą, zastąpioną w 1917 nową. Uległa ona spaleniu w czasie II wojny światowej. Trzecia kaplica w tym miejscu stanęła w 1947. Do tej od 1948 położonej w nowej miejscowości Laliki kaplicy przyjeżdżali co dwa tygodnie księża z parafii w Milówce. W 1965 została ona rozbudowana i przyjęła obecny wygląd. Parafia w Lalikach pod wezwaniem Zesłania Ducha Świętego erygowana została w 1989, odkąd kościół pw. NMP Nieustającej Pomocy stanowi jej filię.
Ten niewielki kościół jest zbudowany w konstrukcji zrębowej, wniesiony na kamiennej podmurówce. Składa się z trzech naw i nie ma wyraźnie wydzielonego prezbiterium. Ściany i dach pobite są gontem. We wschodniej części dachu znajduje się czworoboczna wieżyczka z sygnaturką, a wejście pod nią poprzedzone jest obszernym, przeszklonym przedsionkiem.

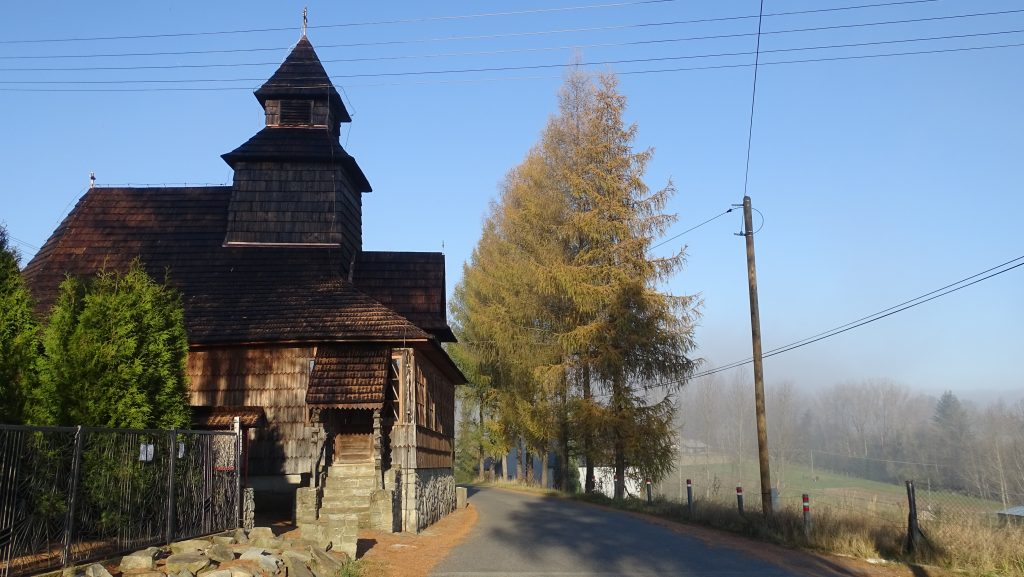

Nad wnętrzem znajduje się płaski strop z fasetami. Dobudowane w 1965 boczne nawy łączą się z nawą główną poprzez arkady. Wszystkie ściany wraz ze stropem ozdobione są przez miejscowych artystów ludowych rycinami o tematyce religijnej, wśród ornamentów o regionalnej tematyce. Jan Krężelok z Koniakowa oraz Jan Porębski z Lalik wyrzeźbili najwięcej, używając gwoździa i noża, po czym przykryli to cienką warstwą lakieru. Pośród tak wykonanych wyobrażeń znajdują się sceny: Dzieło Stworzenia (krużganki), Matka Boża Nieustającej Pomocy i Radosne Tajemnice Różańca Świętego (lewa boczna nawa), Chwalebne Tajemnice Różańca Świętego (prawa nawa), Bolesne Tajemnice Różańca Świętego oraz poczet świętych (w nawie głównej, wokół ścian). Pozostali artyści biorący udział w wykonaniu wystroju to m.in. Ludwik i Franciszek Zawadowie, Franciszek Jakus i Franciszek Wojtas. Na prawo od ołtarza głównego znajduje się mechaniczny zegar z szopką.